# 恩岑赖特
恩岑赖特是奥地利下奥地利州诺因基兴县的一个市镇。总面积9.19平方公里，总人口2001人，人口密度217.7人/平方公里（2005年）。